# ميخائيل بلدي
ميخائيل يوسف خليل بلدي (1 فبراير 1916 - 6 أغسطس 1989) شاعر وروائي سوري. ولد في دمشق ونشأ ودرس فيها. ثم تابع دراسته في الكلية الصلاحية بالقدس. عمل مدرّسًا للغة العربية في المعهد الفرنسي العربي، والمدرسة البطريركية في دمشق. نظم الشعر منذ صغره ونشره في الصحف والمجلات السورية والعربية ولم يجمعه في ديوان. له روايتان المناضل ويوم الحريّة. وله مقالات أدبية واجتماعية وسياسية. 

## سيرته
ولد ميخائيل بن يوسف بن خليل بلدي في دمشق بحي باب المصلى في الميدان بيوم 1 فبراير 1916. تلقى دورسه الابتدائية في المدرسة البطريركية بدمشق، وتحصيله الثانوي في المدرسة الصلاحية بالقدس حيث قضى بضع سنين، وما مكث طويلًا في دمشق بعد عودته من القدس حتى غادرها إلى فلسطين، وما عاد منها حتى قيام دولة إسرائيل (1948). فرجع إلى الوطن واستقر فيه.

أحب العربية منذ صغره، أتقنها وتعلم الصرف والنحو، وحفظ الكثير من أشعار بالإضافة إلى إتقانه الفرنسية. اختارته المدرسة البطريركية فمعهد الحرية الفرنسي العربي بدمشق ليدرس فيها.

توفي في 6 أغسطس 1989 بدمشق. 

## مؤلفاته
- المناضل
- يوم الحريّة